# American Farm Bureau Federation

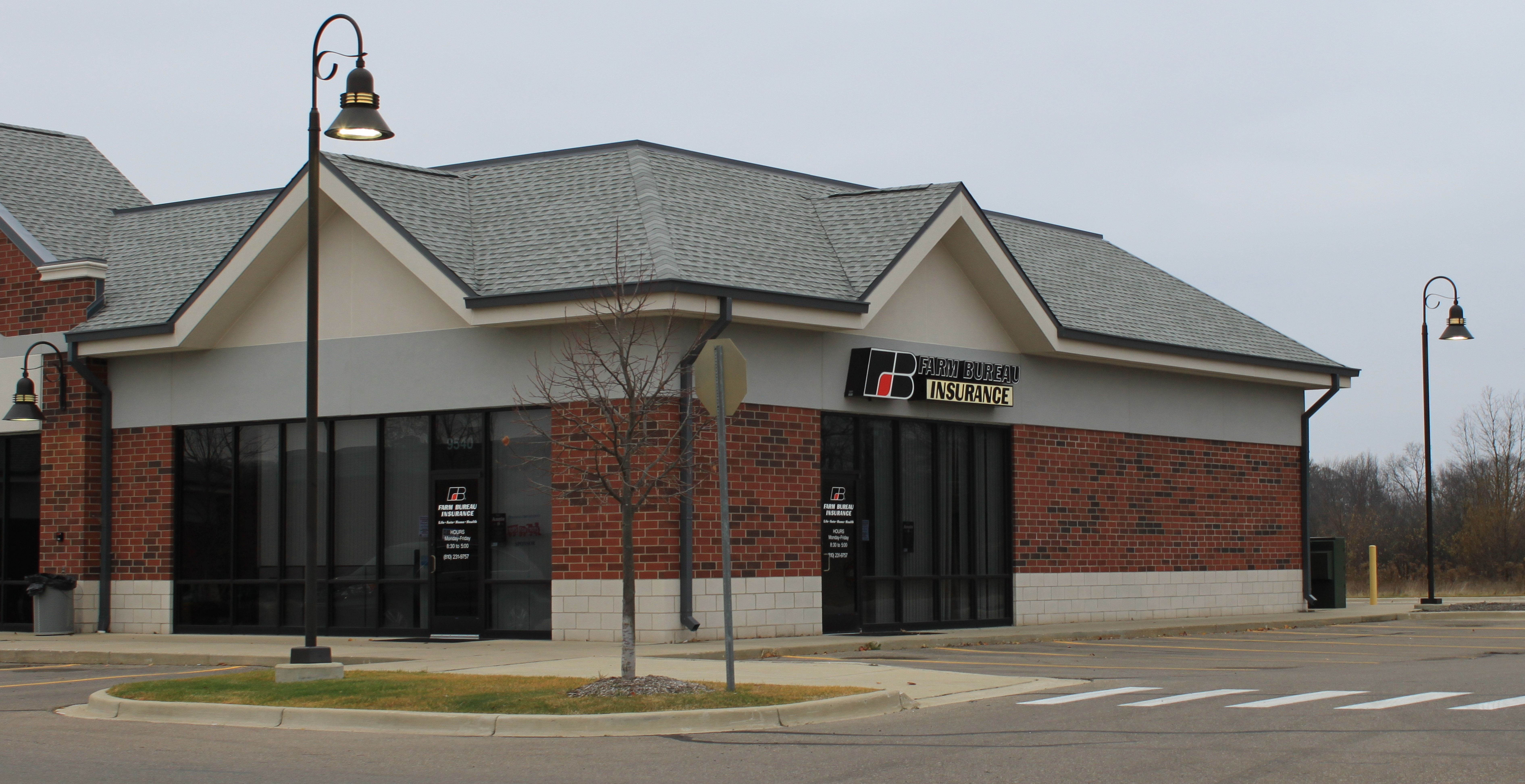
Farm Bureau Insurance office Pinckney Michigan

Die American Farm Bureau Federation (AFBF), besser bekannt als Farm Bureau Insurance und Farm Bureau Incorporated (FB), ist eine Interessenvertretung der Landwirte in den Vereinigten Staaten. Sie bietet Versicherungen für Farmer. Das Farm Bureau hat seinen Hauptsitz in Washington, D.C. und verfügt über Niederlassungen in allen 50 Bundesstaaten und Puerto Rico. Im Jahr 2011 und 2019 waren laut Eigenangaben ca. 6 Millionen Familien Mitglied des AFBF.

## Geschichte
Die Farm Bureau-Bewegung begann 1911, als John Barron in Broome County (New York) arbeitete. Er arbeitete als Farm Bureau-Beauftragter für Landwirte bei der Handelskammer von Binghamton. Die Bemühungen wurden vom US-Landwirtschaftsministerium und der Lackawanna Railroad finanziert. Das Broome County Farm Bureau wurde bald von der Handelskammer getrennt. Mit der Verabschiedung des Smith-Lever-Gesetzes von 1914 stimmte der US-Kongress zu, die Kosten für Programme zur Bereitstellung von "County Agents" mit den Bundesstaaten zu teilen. Diese versorgten die Landwirte mit Informationen über verbesserte Methoden der Tierhaltung und des Ackerbaus, die von landwirtschaftlichen Hochschulen und Versuchsstationen entwickelt wurden, woraus sich der heutige Cooperative Extension Service entwickelte. Im Jahr 1915 gründeten Landwirte, die sich in Saline County (Missouri) trafen, das erste landesweite Farm Bureau. Im Jahr 1919 versammelte sich eine Gruppe von Landwirten aus 30 Staaten in Chicago. Sie gründeten die American Farm Bureau Federation mit dem Ziel, "durch eine eigene nationale Organisation für sich selbst zu sprechen", heißt es in den ersten Organisationspapieren.

## Klimawandelleugnung
Das Farm Bureau ist seit langem gegen eine Regulierung oder Besteuerung von Treibhausgasen und gegen eine Klimapolitik, die der Meinung des Verbands nach die Wettbewerbsfähigkeit der amerikanischen Landwirtschaft beeinträchtigen würde, insbesondere während Landwirte und Unternehmen anderer Nationen von Emissionsbeschränkungen verschont bleiben. Die Opposition des Farm Bureau gegen eine Regulierung im Zusammenhang mit dem Klimawandel begann mit den Cap-and-Trade-Regulierungsmaßnahmen, von denen das Farm Bureau behauptete, sie würden die Kraftstoff- und Düngemittelpreise für Landwirte erhöhen. Damals war die offizielle Position des Farm Bureau, dass es „[…]keine allgemein anerkannte wissenschaftliche Einschätzung der genauen Auswirkungen oder des Ausmaßes von Kohlenstoffemissionen durch menschliche Aktivitäten gibt, ihren Einfluss auf die Erwärmung der vergangenen Jahrzehnte oder wie sie zukünftige Klimaveränderungen beeinflussen werden“. Im Jahr 2003 schlossen sich die Ökonomen des Farm Bureau den Instituten Heartland-Institut und Hudson Institute an und veröffentlichten ein Papier, das „staatliche oder bundesstaatliche Regulierung von Treibhausgasen als unnötig, enorm teuer und besonders schädlich für die Landwirtschaft bezeichnete“.
Die Sitzung zum Klimawandel auf der nationalen Tagung des Farm Bureau 2010 trug den Titel „Global Warming: A Red Hot Lie?“ (Globale Erwärmung: Eine glühend heiße Lüge?) und präsentierte den Klimawandelleugner Christopher C. Horner, einen Anwalt des konservativ-libertären Competitive Enterprise Institute, die sich stark gegen die Begrenzung von Treibhausgasen ausspricht. Auf der Versammlung verabschiedeten die Delegierten einstimmig eine Resolution, die „jede gesetzgeberische Maßnahme nachdrücklich unterstützt, die die Befugnis der EPA zur Regulierung von Treibhausgasen im Rahmen des Clean Air Act aussetzen würde“. Unmittelbar vor dem Treffen schickte die Union of Concerned Scientists einen Brief an die Gruppe, in dem sie darauf hinwies, dass ihre Position zum Klimawandel im Gegensatz zu der aller großen wissenschaftlichen Organisationen stehe, und forderte sie auf, Maßnahmen zum Klimawandel zu unterstützen. Der damalige US-Landwirtschaftsminister Tom Vilsack sagte, dass die Landwirte durch Cap and Trade mehr zu gewinnen als zu verlieren hätten.
Im Jahr 2019 beendete die Organisation die öffentliche Leugnung des Klimawandels, argumentiert aber weiterhin, Kohlenstoff- und Emissionsbeschränkungen würden die Kosten für Energie und Dünger erhöhen und die Wettbewerbsfähigkeit der amerikanischen Landwirte beeinträchtigen. Es lehnt Steuern auf Kohlenstoffverwendung oder -emissionen und Gesetze oder Verordnungen, die eine Berichterstattung über Treibhausgasemissionen durch landwirtschaftliche Unternehmen vorschreiben, jede Regulierung von THG durch die Environmental Protection Agency (EPA) und jeden Versuch der Regulierung von Methanemissionen aus der Viehzucht ab.